# Sclerolobium denudatum
Sclerolobium denudatum é uma espécie vegetal da família Fabaceae.
Apenas pode ser encontrada no Brasil.